# Столяр, Пётр Ефремович
Петр Ефремович Столяр (13 августа 1939, село Рихта Каменец-Подольского района Хмельницкой области — ?) — украинский советский деятель, бригадир плотников-бетонщиков Каменец-Подольского строительно-монтажного управления «Цементстрой» Хмельницкой области. Депутат Верховного Совета СССР 9-10-го созывов.

## Биография
Родился в крестьянской семье. Окончил семь классов школы села Рыхты Каменец-Подольского района.
В 1957—1958 годах — плотник в колхозе Каменец-Подольского района Хмельницкой области.
В 1958—1961 годах — служба в Советской армии.
В 1961—1966 годах — плотник ряда строительных организации, в том числе бригадир плотников-столяров Каменец-Подольского межколхозстроя Хмельницкой области.
С 1966 года — бригадир плотников-бетонщиков Каменец-Подольского строительно-монтажного управления «Цементстрой» города Каменец-Подольский Хмельницкой области.
Член КПСС с 1969 года.
Образование среднее специальное. Без отрыва от производства окончил строительный техникум.
Потом — на пенсии в городе Каменец-Подольский Хмельницкой области

## Награды
- орден Ленина
- орден Трудового Красного Знамени
- медали